# Kalkwalstro
Kalkwalstro (Galium pumilum Murray) is een vaste plant, die behoort tot de sterbladigenfamilie (Rubiaceae). De soort staat op de Nederlandse Rode lijst van planten als zeer zeldzaam en matig afgenomen. De plant komt van nature voor in West- en Midden-Europa.
De plant wordt 15-30 cm hoog en heeft een onderaan lang afstaand behaarde, rechtopstaande of opstijgende stengel. De stervormige rangschikking van de bladeren, als spaken rond een wiel, bestaat uit twee blaadjes, de overige zijn steunblaadjes die echter een soortgelijke vorm en functie hebben. De bladeren van niet bloeiende stengels staan niet zeer dicht opeen. De bladtop is stekelpuntig.
Kalkwalstro bloeit in juni en juli met witte, 3-4 mm grote bloemen.
De 1 mm grote vrucht is een tweedelige splitvrucht en is glad of bedekt met stompe wratten.
De plant komt voor in kalkgraslanden.

## Plantengemeenschap
Het kalkwalstro is een kensoort voor het kalkgrasland (Gentiano-Koelerietum), een plantengemeenschap van bloemrijke, droge graslanden op kalkrijke bodems.
Het is ook een indicatorsoort voor het kalkgrasland, een karteringseenheid in de Biologische Waarderingskaart (BWK) van Vlaanderen en het Brussels Hoofdstedelijk Gewest met als code 'hk'.

## Namen andere talen
- Duits: Triften-Labkraut, Heide-Labkraut, Zierliches Labkraut
- Engels: Slender Bedstraw
- Frans: Gaillet en ombelle, Gaillet rude